# Верхнекаменистая
Верхнекаменистая (укр. Верхньокам'яниста) — село,
Беленщинский сельский совет,
Пятихатский район,
Днепропетровская область,
Украина.
Код КОАТУУ — 1224580502. Население по переписи 2001 года составляло 70 человек .

## Географическое положение
Село Верхнекаменистая находится в 4-х км от правого берега реки Омельник,
примыкает к селу Катериновка, в 2,5 км от пгт Лиховка.
По селу протекает пересыхающий ручей с запрудой.
Рядом проходит автомобильная дорога Т-0423.